# DFB-Pokal 1974/75
DFB-Pokalsieger 1975 wurde Eintracht Frankfurt. Die Frankfurter Eintracht konnte 1975 ihren Titel aus dem Vorjahr verteidigen. Als Überraschungen des Wettbewerbes galten der 2:1-Erfolg des Amateurvereins VfB Eppingen gegen den damaligen Bundesliga-Tabellenführer Hamburger SV am 26. Oktober 1974 in der 2. Hauptrunde sowie der Sieg des späteren Finalisten MSV Duisburg beim FC Bayern München mit 3:2.
Im Europapokal der Pokalsieger erreichte Frankfurt das Halbfinale, wo die Eintracht gegen den englischen Pokalsieger West Ham United ausschied.

## Teilnehmende Mannschaften
- Für die 1. Hauptrunde waren folgende Mannschaften qualifiziert.

| Bundesliga | 2. Bundesliga Nord Süd | Amateure Nord Berlin Westfalen Nordrhein | Amateure Hessen Südwest Baden-Württemberg Bayern |
| --- | --- | --- | --- |
| FC Bayern München Borussia Mönchengladbach Fortuna Düsseldorf Eintracht Frankfurt (TV) 1. FC Köln 1. FC Kaiserslautern FC Schalke 04 Hertha BSC VfB Stuttgart Kickers Offenbach Werder Bremen Hamburger SV Rot-Weiss Essen VfL Bochum Wuppertaler SV MSV Duisburg Eintracht Braunschweig Tennis Borussia Berlin | - Nord: SC Fortuna Köln Hannover 96 FC St. Pauli VfL Osnabrück VfL Wolfsburg HSV Barmbek-Uhlenhorst TSR Olympia Wilhelmshaven Göttingen 05 SC Wacker 04 Berlin SG Wattenscheid 09 Rot-Weiß Oberhausen Bayer Uerdingen 1. FC Mülheim-Styrum Preußen Münster Borussia Dortmund Alemannia Aachen Schwarz-Weiß Essen DJK Gütersloh SpVgg Erkenschwick Arminia Bielefeld - Süd: Borussia Neunkirchen 1. FC Saarbrücken FC 08 Homburg SV Röchling Völklingen 1. FSV Mainz 05 Wormatia Worms FK Pirmasens FC Augsburg 1. FC Nürnberg TSV 1860 München SV Darmstadt 98 SpVgg Bayreuth Stuttgarter Kickers SV Chio Waldhof Karlsruher SC FC Bayern Hof SpVgg Fürth VfR Heilbronn VfR Mannheim 1. FC Schweinfurt 05 | - Nord: VfB Oldenburg SV Arminia Hannover OSV Hannover Holstein Kiel Bremerhaven 93 Heider SV VfB Lübeck VfR Neumünster FC Altona 93 Hamburger SV (A) Blumenthaler SV SC Victoria Hamburg SC Sperber Hamburg Eintracht Nordhorn BSC Grünhöfe TuS Schwachhausen 1. FC Wunstorf - Berlin: Hertha Zehlendorf SC Westend 1901 Rapide Wedding Spandauer SV - Westfalen: Rot-Weiß Lüdenscheid Sportfreunde Siegen Westfalia Herne SC Herford TuS Ahlen - Nordrhein: SG Union Solingen SC Viktoria Köln Bayer 04 Leverkusen : SC Jülich Rheydter Spielverein TuS 08 Langerwehe Hamborn 07 VfB Homberg | - Hessen: Rot-Weiss Frankfurt TSV Klein-Linden TSV Ersen TSV Taunusstein-Bleidenstadt Usinger TSG - Südwest: Eintracht Bad Kreuznach ASV Landau VfB Theley Eisbachtaler Sportfreunde Eintracht Trier SC 07 Bad Neuenahr TuS Mayen ASC Dudweiler SV Leiwen VfB Dillingen Eintracht Bad Kreuznach II FV Eppelborn FC 1906 Rodalben - Baden-Württemberg: SV Sandhausen 1. FC Pforzheim FV 09 Weinheim VfB Eppingen VfB Stuttgart (A) SpVgg 07 Ludwigsburg 1. Göppinger SV Heidenheimer SB FC 08 Villingen FC Emmendingen FV Baden-Oos FV Lörrach TV Gültstein - Bayern: ASV Neumarkt FC Bayern München (A) FC Wacker München TSV 1860 Weißenburg FSV Teutonia Obernau |

## 1. Hauptrunde
| Datum                 |                            | Ergebnis     |                              |
| --------------------- | -------------------------- | ------------ | ---------------------------- |
| 06.09.1974            | 1. FC Nürnberg             | 12:2 n. V. 1 | FC Wacker München            |
| 06.09.1974, 19:00 Uhr | VfR Mannheim               | 18:0 1       | SC Sperber Hamburg           |
| 07.09.1974            | Eintracht Braunschweig     | 4:1 n. V.    | Hertha BSC                   |
| 07.09.1974            | FC Bayern München          | 3:2          | VfB Stuttgart                |
| 07.09.1974            | 1. FC Schweinfurt 05       | 3:4          | 1. FC Kaiserslautern         |
| 07.09.1974            | SpVgg Bayreuth             | 1:2          | FC Schalke 04                |
| 07.09.1974            | Arminia Bielefeld          | 1:3          | Eintracht Frankfurt          |
| 07.09.1974            | Preußen Münster            | 0:4          | Hamburger SV                 |
| 07.09.1974            | SV Darmstadt 98            | 2:1          | Wuppertaler SV               |
| 07.09.1974            | TV Gültstein               | 0:5          | Borussia Mönchengladbach     |
| 07.09.1974            | Blumenthaler SV            | 1:3          | MSV Duisburg                 |
| 07.09.1974            | OSV Hannover               | 2:5          | Rot-Weiss Essen              |
| 07.09.1974, 15:30 Uhr | Fortuna Düsseldorf         | 6:0          | ASV Neumarkt                 |
| 07.09.1974            | SC Herford                 | 0:3          | VfL Bochum                   |
| 07.09.1974            | VfL Osnabrück              | 0:2          | Borussia Neunkirchen         |
| 07.09.1974            | Göttingen 05               | 3:2          | Hannover 96                  |
| 07.09.1974            | Karlsruher SC              | 0:1          | FC Bayern Hof                |
| 07.09.1974            | FC Augsburg                | 2:1          | 1. FC Saarbrücken            |
| 07.09.1974            | Schwarz-Weiß Essen         | 3:0          | SG Wattenscheid 09           |
| 07.09.1974            | SC Wacker 04 Berlin        | 0:1 n. V.    | 1. FSV Mainz 05              |
| 07.09.1974            | Alemannia Aachen           | 1:0          | SpVgg Erkenschwick           |
| 07.09.1974            | Borussia Dortmund          | 3:0          | VfR Heilbronn                |
| 07.09.1974            | OSC Bremerhaven            | 1:2          | VfL Wolfsburg                |
| 07.09.1974            | FK Pirmasens               | 7:1          | VfR Neumünster               |
| 07.09.1974            | FV 09 Weinheim             | 2:4 n. V.    | Bayer Uerdingen              |
| 07.09.1974            | FC 08 Homburg              | 13:0 1       | TuS Schwachhausen            |
| 07.09.1974            | FC St. Pauli               | 3:0          | SC 07 Bad Neuenahr           |
| 07.09.1974            | TSV 1860 Weißenburg        | 0:5          | SpVgg Fürth                  |
| 07.09.1974            | SC Viktoria Köln           | 4:0          | Stuttgarter Kickers          |
| 07.09.1974            | SpVgg 07 Ludwigsburg       | 2:2 n. V.    | 1. FC Mülheim-Styrum         |
| 07.09.1974            | SV Chio Waldhof            | 4:0          | Heider SV                    |
| 07.09.1974            | VfB Eppingen               | 2:1          | SV Röchling Völklingen       |
| 07.09.1974            | FV Lörrach                 | 1:2          | ASV Landau                   |
| 07.09.1974            | FV Baden-Oos               | 1:3          | SV Arminia Hannover          |
| 07.09.1974            | FV Eppelborn               | 4:2          | Eisbachtaler Sportfreunde    |
| 07.09.1974            | TSV Klein-Linden           | 1:2          | Rot-Weiß Lüdenscheid         |
| 07.09.1974            | SV Leiwen                  | 22:2 n. V. 2 | 1. FC Pforzheim              |
| 07.09.1974            | SV Sandhausen              | 3:1          | 1. FC Wunstorf               |
| 07.09.1974            | Eintracht Bad Kreuznach II | 1:3          | Bayer 04 Leverkusen          |
| 07.09.1974            | Rapide Wedding             | 3:0          | TuS Mayen                    |
| 07.09.1974            | Heidenheimer SB            | 2:2 n. V.    | Hertha Zehlendorf            |
| 07.09.1974, 19:30 Uhr | Holstein Kiel              | 16:1 1       | Rot-Weiss Frankfurt          |
| 07.09.1974            | Werder Bremen              | 11:10        | BSC Grünhöfe                 |
| 07.09.1974            | SG Union Solingen          | 2:1          | Kickers Offenbach            |
| 07.09.1974            | HSV Barmbek-Uhlenhorst     | 1:2          | Sportfreunde Siegen          |
| 07.09.1974            | Hamborn 07                 | 1:3          | SC Fortuna Köln              |
| 07.09.1974            | Olympia Wilhelmshaven      | 4:1          | Eintracht Trier              |
| 07.09.1974            | Rot-Weiß Oberhausen        | 4:2 n. V.    | TuS 08 Langerwehe            |
| 07.09.1974            | VfB Homberg                | 1:3          | DJK Gütersloh                |
| 07.09.1974            | VfB Stuttgart (A)          | 8:4 n. V.    | FC 08 Villingen              |
| 07.09.1974            | TuS Ahlen                  | 1:2          | VfB Theley                   |
| 07.09.1974            | TSV Ersen                  | 0:1 n. V.    | VfB Dillingen                |
| 07.09.1974            | Eintracht Nordhorn         | 5:1          | SC Westend 1901              |
| 07.09.1974            | SC Jülich                  | 2:1          | 1. Göppinger SV              |
| 07.09.1974            | Usinger TSG                | 3:2          | FSV Teutonia Obernau         |
| 07.09.1974            | ASC Dudweiler              | 2:1          | FC Emmendingen               |
| 07.09.1974            | SC Victoria Hamburg        | 1:2 n. V.    | FC Altona 93                 |
| 07.09.1974            | VfB Lübeck                 | 13:1 1       | FC Bayern München (A)        |
| 07.09.1974            | Spandauer SV               | 2:0          | Hamburger SV (A)             |
| 07.09.1974            | FC 1906 Rodalben           | 1:2 n. V.    | TSV Taunusstein-Bleidenstadt |
| 08.09.1974            | Eintracht Bad Kreuznach I  | 2:0          | Westfalia Herne              |
| 08.09.1974            | VfB Oldenburg              | 2:6          | 1. FC Köln                   |
| 08.09.1974            | Rheydter Spielverein       | 1:2          | Tennis Borussia Berlin       |
| 08.09.1974            | TSV 1860 München           | 3:2 n. V.    | Wormatia Worms               |

### Wiederholungsspiele
| Datum                 |                      | Ergebnis              |                      |
| --------------------- | -------------------- | --------------------- | -------------------- |
| 22.09.1974, 10:40 Uhr | FC Hertha Zehlendorf | 5:0                   | Heidenheimer SB      |
| 28.09.1974, 16:00 Uhr | 1. FC Pforzheim      | 0:0 n. V. (5:3 i. E.) | SV Leiwen            |
| 01.10.1974, 19:00 Uhr | FC Wacker München    | 2:5                   | 1. FC Nürnberg       |
| 01.10.1974, 19:30 Uhr | 1. FC Mülheim-Styrum | 3:1                   | SpVgg 07 Ludwigsburg |

## 2. Hauptrunde
| Datum                 |                              | Ergebnis  |                           |
| --------------------- | ---------------------------- | --------- | ------------------------- |
| 25.10.1974            | Rot-Weiß Lüdenscheid         | 3:5       | Eintracht Braunschweig    |
| 25.10.1974            | SC Fortuna Köln              | 7:2       | TSR Olympia Wilhelmshaven |
| 26.10.1974, 15:00 Uhr | MSV Duisburg                 | 3:0       | 1. FC Nürnberg            |
| 26.10.1974            | FC Bayern Hof                | 2:2 n. V. | VfL Bochum                |
| 26.10.1974            | Rot-Weiss Essen              | 6:2       | DJK Gütersloh             |
| 26.10.1974            | VfL Wolfsburg                | 1:4       | Werder Bremen             |
| 26.10.1974            | FC Bayern München            | 2:0       | Rot-Weiß Oberhausen       |
| 26.10.1974            | FC Schalke 04                | 16:0 1    | Hertha Zehlendorf         |
| 26.10.1974            | Fortuna Düsseldorf           | 4:1       | FV Eppelborn              |
| 26.10.1974            | 1. FC Kaiserslautern         | 7:1       | Spandauer SV              |
| 26.10.1974            | VfB Eppingen                 | 2:1       | Hamburger SV              |
| 26.10.1974            | Tennis Borussia Berlin       | 4:0       | Rapide Wedding            |
| 26.10.1974            | FC St. Pauli                 | 8:3       | 1. FSV Mainz 05           |
| 26.10.1974            | SpVgg Fürth                  | 1:1 n. V. | Borussia Dortmund         |
| 26.10.1974            | 1. FC Mülheim-Styrum         | 2:0       | VfR Mannheim              |
| 26.10.1974            | Holstein Kiel                | 0:1       | Bayer Uerdingen           |
| 26.10.1974            | ASV Landau                   | 0:1       | FC Augsburg               |
| 26.10.1974            | TSV Taunusstein-Bleidenstadt | 0:0 n. V. | FC 08 Homburg             |
| 26.10.1974            | Eintracht Bad Kreuznach      | 2:4       | TSV 1860 München          |
| 26.10.1974            | SV Chio Waldhof              | 0:1       | SV Sandhausen             |
| 26.10.1974            | Sportfreunde Siegen          | 1:0       | 1. SC Göttingen 05        |
| 26.10.1974            | SC Viktoria Köln             | 6:1 n. V. | Usinger TSG               |
| 26.10.1974            | VfB Theley                   | 2:4 n. V. | FC Altona 93              |
| 26.10.1974            | Bayer 04 Leverkusen          | 2:0       | Eintracht Nordhorn        |
| 26.10.1974            | VfB Dillingen                | 2:2 n. V. | SC Jülich                 |
| 26.10.1974            | SV Arminia Hannover          | 5:0       | ASC Dudweiler             |
| 26.10.1974            | VfB Stuttgart (A)            | 2:0       | 1. FC Pforzheim           |
| 27.10.1974            | SG Union Solingen            | 1:2 n. V. | Eintracht Frankfurt       |
| 27.10.1974            | Schwarz-Weiß Essen           | 2:0       | SV Darmstadt 98           |
| 29.10.1974            | Borussia Mönchengladbach     | 3:5       | 1. FC Köln                |
| 13.11.1974            | Alemannia Aachen             | 2:1       | Borussia Neunkirchen      |
| 21.12.1974            | FK Pirmasens                 | 6:0       | VfB Lübeck                |

### Wiederholungsspiele
| Datum      |                              | Ergebnis                |                      |
| ---------- | ---------------------------- | ----------------------- | -------------------- |
| 12.11.1974 | TSV Taunusstein-Bleidenstadt | 0:0 n. V. 1 (2:0 i. E.) | FC 08 Homburg / Saar |
| 13.11.1974 | Borussia Dortmund            | 1:0                     | SpVgg Fürth          |
| 16.11.1974 | SC Jülich                    | 4:0                     | VfB Dillingen        |
| 21.12.1974 | VfL Bochum                   | 5:0                     | FC Bayern Hof        |

## 3. Hauptrunde
| Datum      |                        | Ergebnis  |                              |
| ---------- | ---------------------- | --------- | ---------------------------- |
| 05.02.1975 | SC Fortuna Köln        | 2:0       | FC Schalke 04                |
| 08.02.1975 | Fortuna Düsseldorf     | 3:2 n. V. | 1. FC Kaiserslautern         |
| 08.02.1975 | FC Bayern München      | 2:3       | MSV Duisburg                 |
| 08.02.1975 | 1. FC Köln             | 4:1       | FC St. Pauli                 |
| 08.02.1975 | Werder Bremen          | 2:2 n. V. | FC Augsburg                  |
| 08.02.1975 | Tennis Borussia Berlin | 1:0       | Alemannia Aachen             |
| 08.02.1975 | Bayer Uerdingen        | 0:2       | VfL Bochum                   |
| 08.02.1975 | 1. FC Mülheim-Styrum   | 0:3       | Eintracht Frankfurt          |
| 08.02.1975 | Schwarz-Weiß Essen     | 1:2       | Rot-Weiss Essen              |
| 08.02.1975 | Eintracht Braunschweig | 1:2       | SC Viktoria Köln             |
| 08.02.1975 | FK Pirmasens           | 4:2       | TSV 1860 München             |
| 08.02.1975 | Borussia Dortmund      | 2:1       | Sportfreunde Siegen          |
| 08.02.1975 | SC Jülich              | 4:2       | TSV Taunusstein-Bleidenstadt |
| 08.02.1975 | FC Altona 93           | 2:0       | SV Arminia Hannover          |
| 08.02.1975 | VfB Stuttgart (A)      | 2:0       | Bayer 04 Leverkusen          |
| 15.02.1975 | SV Sandhausen          | 1:2       | VfB Eppingen                 |

### Wiederholungsspiel
| Datum      |             | Ergebnis |               |
| ---------- | ----------- | -------- | ------------- |
| 19.02.1975 | FC Augsburg | 1:2      | Werder Bremen |

## Achtelfinale
| Datum      |                     | Ergebnis  |                        |
| ---------- | ------------------- | --------- | ---------------------- |
| 15.03.1975 | Eintracht Frankfurt | 1:0       | VfL Bochum             |
| 15.03.1975 | Fortuna Düsseldorf  | 5:2       | 1. FC Köln             |
| 15.03.1975 | Rot-Weiss Essen     | 6:0       | FK Pirmasens           |
| 15.03.1975 | MSV Duisburg        | 7:0       | FC Altona 93           |
| 15.03.1975 | VfB Stuttgart (A)   | 2:1       | Tennis Borussia Berlin |
| 15.03.1975 | SC Fortuna Köln     | 0:0 n. V. | SC Jülich              |
| 15.03.1975 | VfB Eppingen        | 0:2       | Werder Bremen          |
| 16.03.1975 | SC Viktoria Köln    | 0:0 n. V. | Borussia Dortmund      |

### Wiederholungsspiele
| Datum                 |                   | Ergebnis |                  |
| --------------------- | ----------------- | -------- | ---------------- |
| 26.03.1975, 19:30 Uhr | Borussia Dortmund | 3:0      | SC Viktoria Köln |
| 29.03.1975, 15:00 Uhr | SC Jülich         | 0:1      | SC Fortuna Köln  |

## Viertelfinale
| Datum      |                     | Ergebnis |                    |
| ---------- | ------------------- | -------- | ------------------ |
| 12.04.1975 | VfB Stuttgart (A)   | 0:4      | Borussia Dortmund  |
| 12.04.1975 | Eintracht Frankfurt | 4:2      | SC Fortuna Köln    |
| 12.04.1975 | Werder Bremen       | 0:2      | MSV Duisburg       |
| 12.04.1975 | Rot-Weiss Essen     | 1:0      | Fortuna Düsseldorf |

## Halbfinale
| Datum      |                     | Ergebnis  |                   |
| ---------- | ------------------- | --------- | ----------------- |
| 29.04.1975 | Eintracht Frankfurt | 3:1 n. V. | Rot-Weiss Essen   |
| 30.04.1975 | MSV Duisburg        | 2:1 n. V. | Borussia Dortmund |

## Finale
| Paarung             | Eintracht Frankfurt – MSV Duisburg |
| Ergebnis            | 1:0 (0:0) |
| Datum               | 21. Juni 1975 |
| Stadion             | Niedersachsenstadion, Hannover |
| Zuschauer           | 43.000 |
| Schiedsrichter      | Walter Horstmann (Nordstemmen) |
| Tore                | 1:0 Karl-Heinz Körbel (57.) |
| Eintracht Frankfurt | Günther Wienhold – Gert Trinklein – Peter Reichel, Karl-Heinz Körbel, Willi Neuberger – Klaus Beverungen, Roland Weidle, Jürgen Grabowski , Bernd Nickel – Bernd Hölzenbein, Bernd Lorenz Cheftrainer: Dietrich Weise                          |
| MSV Duisburg        | Dietmar Linders – Detlef Pirsig – Werner Schneider, Michael Bella, Bernard Dietz – Bernd Lehmann (69. Walter Krause), Klaus Bruckmann (77. Kees Bregman), Ronald Worm, Theo Bücker – Rudolf Seliger, Klaus Thies Cheftrainer: Willibert Kremer |